# Sparta
Articolul se referă la cetatea-stat din Antichitate. Pentru alte utilizări ale numelui, vedeți pagina Sparta (dezambiguizare).
Sparta (în greacă Σπάρτη, Sparti, în dialectul atic și Σπάρτα, Sparta, în dialectul doric), sau Lacedemonia (Λακεδαίμων, Lakedaimon) a fost un oraș-stat din Grecia antică, în peninsula Peloponez, situat pe râul Eurotas.
Sursele care alimentează istoriografia spartană sunt presărate cu viziuni idealizate.
Sparta a fost înființată în secolul al VIII-lea î.Hr. de dorieni⁠(en)[traduceți] în regiunea Laconia. Era organizată ca stat militar, având o armată terestră puternică. Societatea era alcătuită din: perieci (locuiau în jurul orașului Sparta și se ocupau cu agricultura, meșteșugurile, negustoria), hiloți (făceau parte din populațiile cucerite de spartani), aristoi („aristocrați”, cei care dețineau puterea și participau la conducerea statului), spartani (cetățenii originari din Sparta).
Statul spartan era condus de doi regi (considerați șefi militari supremi și preoți), de „Sfatul bătrânilor” (Gerusia) și de „Adunarea poporului” (Apella), formată din spartanii majori. Organul cel mai important al statului spartan era „Colegiul celor cinci efori”, având drept de control asupra tuturor activităților.
Sparta era caracterizată de o cultură războinică. Pământurile din Sparta erau cultivate de sclavi (hiloții) și perieci, supravegheați intens, dat fiind că erau mai numeroși decât spartanii, ceea ce a dus la diverse revolte. Spartanii erau caracterizați prin mantia roșie și barba stufoasă. Nou-născuții bolnavi sau cu diferite deficiențe erau uciși, fiind acceptați numai copiii capabili de a face față războiului.
O problemă a Spartei era lipsa marinei, motiv pentru care în războiul contra perșilor a fost nevoită să recurgă la inamicul său, Atena. Prima înfrângere a spartanilor a fost cea înregistrată în bătălia de la Termopile, contra Imperiul Persan. Sparta nu a trimis decât câteva sute de războinici, sprijiniți de marina ateniană.
Tradiția antică spune că 300 de spartani au reușit să țină în frâu mai mult de 1.000.000 de persani timp de 3 zile și 3 nopți. Această ispravă a dat curaj grecilor, care au reușit ulterior să învingă imensa armată persană.
La sfârșitul secolului V Î.Hr. Sparta a obținut hegemonia în Grecia prin Războiul peloponesiac (431 - 404 î.Hr.,) în detrimentul Atenei. Dominația spartană a fost înlăturată de Teba după bătălia de la Leuctra (iulie 371 î.Hr.), când mare parte din populația masculină spartană a murit.

## Istoric

### Sparta și Grecia clasică
După al doilea război messenian, Sparta devine o putere locală în Peloponez. De-a lungul secolelor, Sparta își formează o reputație de mare putere militară terestră. În 480 î.Hr., un mic contingent format din aproximativ 300 de spartani, 700 de tespieni și 400 de tebani, conduși de regele spartan, Leonidas, a înfruntat o uriașă armată persană în bătălia de la Termopile, provocând mari pierderi oștii ahemenide, curajul lor fiind un exemplu pentru ceilalți greci. Armamentul, tacticile și armurile de bronz de calitate superioară ale hopliților greci și-au spus cuvântul în bătălia de la Plateea, unde o armata grecească îi spulberă pe persani și planurile lor de expansiune în Grecia și Europa.
În perioada clasică târzie, Sparta, Atena, Teba și Persia vor fi puterile ce se vor lupta pentru supremația asupra celorlalte state elene. În urma războiului peloponesiac, Sparta a devenit o putere navală, supunând multe polisuri importante, ca într-un final să înfrângă chiar Atena și flota sa experimentată. La sfârșitul secolului al V-lea î.Hr., odată cu supunerea Ligii de la Delos și a Atenei, Sparta a ajuns cea mai mare putere a Greciei și Mării Egee.
În Războiul Corintic, Sparta a trebuit să facă față unei alianțe între Teba, Atena, Corint și Argos. Alianța a fost sprijinită inițial de Imperiul Persan, ce dorea să își recupereze teritoriile ioniene ocupate de spartani și să stopeze expansionismul acestora.
Sparta a obținut o serie de victorii terestre, dar mare parte a navelor sale de război au fost distruse în bătălia de la Cnidus, unde a înfruntat o flotă ateniano-persană. Acest insucces a clătinat poziția ei de putere navală, dar nu a oprit aspirațiile spartane de a invada Persia. Însă Conon, un atenian, a făcut ravagii de a lungul coastei Spartei și a provocat o revoltă a hiloților.
După câțiva ani de lupte înverșunate, în 387 î.Hr. se semnează Pacea lui Antalcidas, prin care toate orașele ioniene sunt reocupate de perși. Finalul războiului a însemnat reafirmarea capacității Persiei de a influența polisurile din Grecia. Câțiva ani mai târziu, declinul Spartei a devenit inevitabil după dezastruoasa înfrângere din bătălia de la Leuctra contra Tebei. Aceasta a fost prima înfrângere a unei mari armate spartane într-o bătălie terestră.

### Sparta elenistică și romană
Sparta va continua să existe doar ca putere locală, neputându-se reface total după bătălia de la Leuctra și revoltele hiloților. A fost inclusă în sfera de influență a Macedoniei în timpul lui Filip al II-lea. După asasinarea regelui macedonean de către căpitanul propriei gărzi de corp, Pausanis, Sparta (precum tracii, ilirii și celelalte polisuri grecești) se va revolta împotriva Macedoniei. Totuși nu va fi asediată și distrusă de Alexandru, cum a fost cazul Tebei.
În timpul campanilor lui Alexandru din Persia, regele spartan Agis al III-lea va trimite o oaste în Creta în 333 î.Hr. pentru a o ocupa. Apoi Agis, în fruntea unei armate grecești, va ataca Macedonia, unde a obținut, inițial, o serie de succese. Dar o armată macedoneană condusă de generalul Antipater înfrânge oastea spartană, într-o bătălie în care pier 5.300 de spartani și aliați și 3.500 de macedoneni. Agis este ucis de o suliță, iar Sparta este obligată să se alăture Ligii de la Corint
Deși declinul cetății continua, Sparta nu a renunțat la titlul de „apărător al elenismului”. Când Filip a creat Liga de la Corint sub pretextul apărării Greciei în fața Persiei, spartanii au ales să nu se alăture,  pe motivul că liga nu era condusă de Sparta.
În timpul războaielor punice, Sparta a fost un aliat al Republicii Romane. Independența ei politică e lichidată când este obligată să intre în Liga Aheană. În 146 î.Hr. Grecia a fost cucerită de generalul roman Lucius Mummius. După cucerirea romană, orașul a  devenit o atracție turistică pentru elita Romei care dorea să cunoască la fața locului cultura spartană.

### Sparta medievală și modernă
De a lungul Evului Mediu și Epocii Moderne, Sparta a fost sub ocupația imperiilor bizantin, latin de Constantinopol și otoman.
Conform surselor bizantine, parți ale regiunii Laconia au rămas păgâne până în secolul al X-lea d.Hr., iar dialectul doric a supraviețuit în Tsakonia. În Evul Mediu, Mystras a fost centrul politic a Laconiei. Municipalitatea Sparti a fost reînființată în 1834, prin decretul regelui Otto al Greciei.